# In principio era Darwin
In principio era Darwin è un saggio sull'evoluzionismo del matematico Piergiorgio Odifreddi, pubblicato per la prima volta nel 2009.

## Trama
Charles Darwin salpò dall'Inghilterra il 27 dicembre 1831: iniziò così un avventuroso viaggio intorno al mondo che avrebbe rivoluzionato le teorie evoluzionistiche.
Dopo cinque anni di navigazione a bordo del brigantino Beagle Darwin elaborò la teoria dell'evoluzione delle specie viventi basata sulla selezione naturale del più adatto nella lotta per la vita. L'uomo non era stato creato «a immagine e somiglianza di Dio», come scritto nella Bibbia, ma aveva dietro di sé un lungo percorso evolutivo dal batterio ai vertebrati.

## Edizioni
- Piergiorgio Odifreddi, In principio era Darwin. La vita, il pensiero, il dibattito sull'evoluzionismo, collana Il piccolo Cammeo, Longanesi, 2009,  p. 123, ISBN 978-88-304-2683-2.